# Associazione Calcio Sambonifacese 1947-1948
Questa pagina raccoglie i dati riguardanti l'Associazione Calcio Sambonifacese nelle competizioni ufficiali della stagione 1947-48.

## Stagione
La stagione 1947-48 fu, per la FIGC, l'occasione per riorganizzare la piramide calcistica italiana. Dalla serie C vennero bloccate le promozioni in Serie B e venne programmato lo sfoltimento dei 18 gironi per portare il numero delle squadre partecipante a 82 divise in 3 gironi. In questo contesto la Sambonifacese si vide costretta a puntare a una delle prime due posizioni in classifica per aver garantita la permanenza nella serie, ma riuscì ad ottenere solamente la tredicesima posizione e fu quindi retrocessa in Promozione.

## Calciomercato
| Acquisti | Acquisti | Acquisti | Acquisti |
| R.       | Nome     | da       | Modalità |
| -------- | -------- | -------- | -------- |
| ..       | ..       | ..       | ..       |

| Cessioni | Cessioni           | Cessioni             | Cessioni   |
| R.       | Nome               | a                    | Modalità   |
| -------- | ------------------ | -------------------- | ---------- |
|          | Danilo Canestrari  | Pro Rovigo           | -          |
|          | Alberto Marzari    | Montebello Vicentino | -          |
|          | Bruno Micheloni    | Milan                | -          |
|          | Ettore Resi        | Milan                | -          |
|          | Giacomo Tin        | Pro Rovigo           | -          |
|          | Arsenio Turri      | Pro Rovigo           | -          |
|          | Gino Bressan       | -                    | svincolato |
|          | Leone Conzonato    | -                    | svincolato |
|          | Ottorino Fasolo    | -                    | svincolato |
|          | Augusto Montini    | -                    | svincolato |
|          | Francesco Piubello | -                    | svincolato |
|          | Guido Rizzo;       | -                    | svincolato |
|          | Dino Toti          | -                    | svincolato |
|          | Mario Zantedeschi  | -                    | svincolato |